# Barri de Ca n'Anglada
Ca n'Anglada (tradicionalment ortografiat, de manera no normativa, Can Anglada) és un barri de Terrassa que ocupa la meitat occidental del districte 2 o de Llevant, situat al marge dret de la riera de les Arenes. Té una superfície de 0,54 km² i una població de 14.183 habitants el 2021.
Està limitat al nord pel Passeig Vint-i-dos de Juliol (l'antiga via del ferrocarril Barcelona-Manresa de la RENFE), al sud per la carretera de Montcada, a l'est per l'Avinguda del Vallès i a l'oest per l'avinguda de Barcelona.
Té parròquia pròpia, a l'església de Sant Cristòfol, que sobrepassa els límits del barri i inclou la part oriental del de la Plaça de Catalunya i l'Escola Industrial. La festa major és la segona setmana de juliol.
Acull la biblioteca del Districte 2 (BD2), al Carrer de Sant Cosme, inaugurada l'any 2001.

## Història

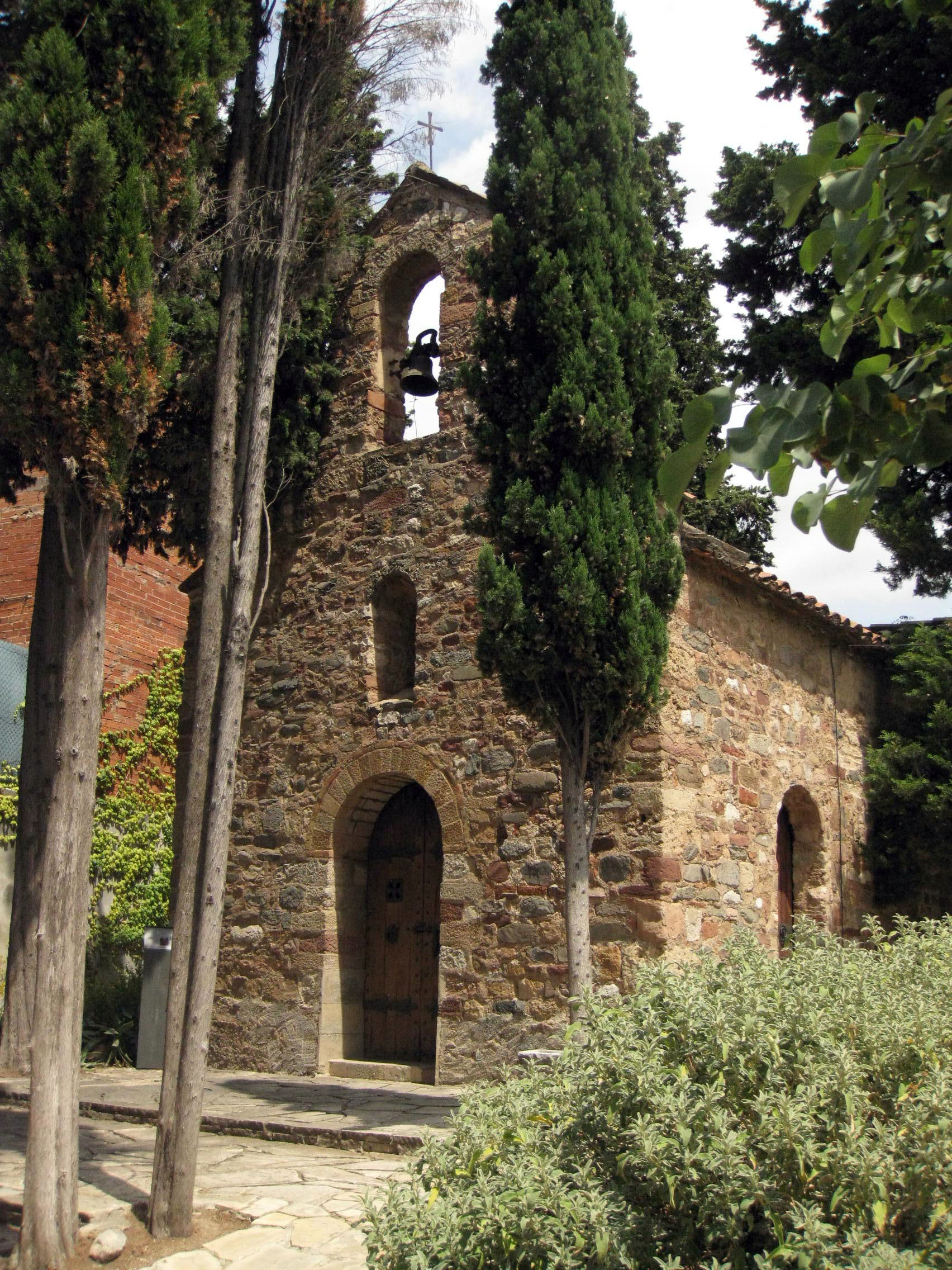
Ermita romànica de Sant Cristòfol

La masia de Ca n'Anglada, que dona nom al barri, encara es manté intacta entre els carrers de la Mare de Déu del Carme i de la Mare de Déu del Mar. Es tracta d'un mas del segle xv que s'aixeca en una zona rica en troballes arqueològiques, principalment d'època romana, entre les quals destaca la descoberta d'un sarcòfag de plom del segle iv. Al costat mateix de la masia s'alça l'ermita romànica de Sant Cristòfol, que dona nom també a la moderna parròquia del barri (1955), situada més amunt, a la Plaça de Ca n'Anglada.
La barriada, formada originàriament per cases que els mateixos immigrants es van auto-construir, es va començar a edificar per la part central, més enllà del torrent de Can Palet (avui Avinguda de Barcelona), principalment al Carrer de Mossèn Àngel Rodamilans. A la dècada del 1950, però, serà quan el barri experimentarà la seva expansió més gran i la configuració definitiva.

## Llocs d'interès
- Sant Cristòfol de Ca n'Anglada, ermita romànica ja documentada al segle xi; edifici de nau rectangular amb una capçalera també rectangular i una senzilla façana de porta de mig punt coronada per un campanar de cadireta. Al Carrer de la Mare de Déu del Mar, 49.
- L'escultura Camins, d'Elisa Arimany (1992), a la Plaça dels Països Catalans, a l'extrem sud-occidental del barri. Fou pensada específicament per a aquesta localització, ja que es troba en una cruïlla on convergeixen diferents camins de sortida de la ciutat.